# Zooplus
Zooplus SE è un rivenditore online di alimenti e forniture per animali domestici con sede a Monaco, Germania . Fondata nel 1999, la società di e-commerce spedisce ora in 30 paesi in Europa e nel Regno Unito . 
Le vendite del primo semestre 2015 sono state pari a 344 milioni di euro, in crescita del 34% rispetto al primo semestre 2014. Per il 2015 l'azienda prevedeva un fatturato di almeno 725 milioni di euro . 
Negli anni successivi Zooplus ha continuato ad aumentare le vendite. Nell’autunno del 2018, Amazon ha iniziato a vendere alimenti per animali domestici in Europa con i propri marchi.  Nonostante il nuovo concorrente proveniente dagli Stati Uniti, Zooplus ha realizzato nel 2018 un fatturato totale di 1.342 milioni di euro. Una crescita del 21% rispetto all’anno precedente. 
Nell'agosto e nel settembre 2021, Zooplus è stata oggetto di una guerra di offerte tra le società di private equity Hellman & Friedman, KKR & Co. ed EQT Partners,  con l'offerta più alta che ha raggiunto i 470 euro per azione (~ 3,36 miliardi di euro). 

## Riferimenti
1. ↑   zooplus.co.uk,  http://www.zooplus.co.uk/content/about. URL consultato il 28 August 2015.
2. ↑   Reuters,  https://www.reuters.com/article/idUSASN0008ZV20150722.
3. ↑   Bloomberg,  https://www.bloomberg.com/news/articles/2019-02-25/amazon-s-foray-into-pet-food-fails-to-faze-germany-s-zooplus. URL consultato il 2 April 2019.
4. ↑   investors.zooplus.com,  http://investors.zooplus.com/downloads/20190124_zooplus_CN_EN.pdf. URL consultato il 2 April 2019.
5. ↑  Reuters Staff, "Hellman & Friedman raises bid for Germany's Zooplus to $3.9 billion" Reuters, 12 September 2021.
6. ↑  "Private equity firm EQT bids $3.94 billion for Germany's Zooplus," Reuters, 24 September 2021.

- Sito ufficiale